# 桝田八次郎
桝田 八次郎（ますだ はちじろう、1873年〈明治6年〉5月7日 - 没年不明）は、日本の商人（呉服商）、鳥取市収入役。旧姓・池原。

## 経歴
鳥取県岩美郡津ノ井村（現・鳥取市）、池原茂兵衛の二男として生まれる。小学校中等科卒業後農業に従事する。1895年に八村八次郎の養子となり、同年桝田の絶家再興をおこない、元魚町1丁目で呉服商を経営する。一時は智頭街道筋で呉服商を営む。
1900年に旧名・房吉を八次郎と改名し、京都呉服同業組合繁盛会地方幹事を嘱託され、1912年に廃業の居を東町に移し、1915年8月に鳥取市収入役となる。
1934年、自治功労者表彰を受ける。

## 人物
1922年に刊行された『八頭鳥取地価表 弐百円以上』によると、桝田八次郎の地価所有高は「839円40銭」である。
趣味は園芸。住所は鳥取市東町。

## 家族・親族
桝田家
- 妻（1873年 - ?、桝田八次郎の二女）[1]

親戚
- 八村八太郎[4]（呉服商、鳥取県会議員、鳥取市会議員）[注 1]